# Деливрон, Карл Францевич
Карл Францевич Деливрон (Де Ливрон) (1797 — 21 сентября 1887) — генерал-майор флота, офицер-воспитатель Морского кадетского корпуса.
Сын Франца Ивановича Деливрона, родился в 1797 году, шести лет от роду поступил в Морской кадетский корпус, в 1811 году произведён в гардемарины и 21 июля 1815 года — в мичманы, с назначением в 30-й корабельный экипаж. В следующем году, по сформировании флотских экипажей, он поступил в состав 20-го флотского экипажа, откуда через два года был переведён в 13-й флотский экипаж. В течение этого времени, в 1817 году, Деливрон состоял несколько месяцев для особых поручений при военном губернаторе Свеаборгского порта и, кроме того, в летние месяцы совершал ежегодные плавания в Балтийском море, преимущественно в пределах Кронштадта, Свеаборга, Або и Ревеля.
В 1819 году Деливрон поступил в Морской кадетский корпус офицером-воспитателем и в этой должности оставался 13 лет. Он являлся наставником многих известных впоследствии адмиралов, как, например, Григорий и Алексей Бутаковы, Лесовский, Аркадий и Степан Воеводские, Краббе и другие. В числе его сослуживцев в морском корпусе был известный князь Сергей Ширинский-Шихматов, впоследствии настоятель одного из монастырей на Афоне — иеромонах Аникита. Своей жизнью он имел большое влияние на Деливрона, очень его любил, а постригшись в монахи, благословил его большим образом Казанской Божьей Матери. В 1825 году он спас семь человек, погибавших на ялике, затертом льдом при вскрытии Невы, за что 20 апреля того же года удостоился получить Высочайшее благоволение.
В 1832 году, уже в чине капитан-лейтенанта, он был переведён сначала в 5-й флотский экипаж и затем, последовательно, в 24-й (в 1834 году) и в 1-й Финский флотский экипаж (в 1837 году). Выйдя из Морского кадетского корпуса, Деливрон с 1832 года возобновляет свои ежегодные летние плавания в водах Балтийского моря, лишь в 1844 году проведя часть лета в крейсерстве и в Немецком море.
В чине капитана 2-го ранга, в 1846 году, Деливрон был назначен помощником капитана над Свеаборгским портом и в следующем году произведён в капитаны 1-го ранга. Во время кампании 1854—1855 годов, в составе гарнизона этой крепости, бывшей на военном и осадном положении, он выдерживал бомбардировку её англичанами 28 и 29 июня 1855 года и за участие в этом деле ему было объявлено Монаршее благоволение.
25 ноября 1857 года Деливрон был произведён в генерал-майоры с увольнением от службы, состоя на которой получил ордена св. Георгия 4-й степени (26 ноября 1847 года, за беспорочную выслугу 25 лет в офицерских чинах, № 7743 по кавалерскому списку Григоровича — Степанова), св. Анны 2-й степени и св. Владимира 4-й степени (в 1857 году, за выслугу 35 лет).
Скончался в Павловске, 21 сентября 1887 года на 91 году жизни и погребён в Санкт-Петербурге на Смоленском лютеранском кладбище.

## Семья
Любя поприще морской службы, Карл Францевич Деливрон отдал во флот и всех своих шестерых сыновей, которых имел от брака с дочерью прусского консула в Ревеле, вдовою Евгенией Богдановной Аминовой. Двое из его сыновей добились значительного положения во флоте: Карл Карлович был адмиралом и членом Адмиралтейств-совета, Андрей Карлович в чине капитана 1-го ранга являлся лоц-командиром общества Кронштадтских лоцманов.